# Hex - the Legend of the Towers
Hex - the Legend of the Towers is een attractie in het Britse attractiepark Alton Towers. De attractie is een madhouse, een attractietype waarbij de illusie wordt gewekt dat men over de kop gaat. De attractie werd geopend in 2000 en is gebaseerd op een oude lokale legende uit de 19e eeuw.
De naam Hex kan zowel heks als vervloeking betekenen, beide termen spelen een rol in het verhaal rond de attractie.

## Verhaal
Het verhaal is voor een deel gebaseerd op een oude legende - bekend als die van de chained oak - en voor een deel door Alton Towers zelf aangepast en bedacht.
Volgens de legende zou in 1821 de vijftiende graaf van Shrewsbury genaamd Chris Talbot, te koets op weg naar huis zijn, toen een oude vrouw verscheen. Ze bedelde om geld, maar daar was de graaf te gierig voor. Vervolgens sprak de vrouw een vloek over de graaf uit: elke keer dat er van deze oude eikenboom een tak valt, zal een van uw familieleden sterven. De graaf sloeg haar vloek in de wind en vertrok naar huis.
Niet veel later brak een van de takken af en de vervloeking kwam uit: een familielid van de graaf stierf. De graaf was bang geworden en beval zijn bedienden alle takken van de boom vast te ketenen, zodat er nooit meer één af zou kunnen breken.
Over de oorzaak van de dood van het familielid verschillen de verhalen van elkaar. Volgens één versie zou er plotseling iemand zijn overleden toen de tak afbrak, een andere versie beweert dat de zoon van de graaf de volgende dag te paard onder de boom doorreed toen hier een tak vanaf viel en deze hem doodde.
Alton Towers heeft het verhaal wat aangepast en uitgebreid. Tijdens restauratiewerken aan de ruïnes waar de graaf leefde, zou men op iets bijzonders zijn gestuit. Later blijkt dat dit de tak was die ooit van de geketende boom was gevallen. De graaf had deze bewaard en onderzocht in de hoop de magische krachten van de tak te kunnen vinden.